# J. R. R. Tolkien's The Lord of the Rings (banda sonora)
J. R. R. Tolkien's The Lord of the Rings es la banda sonora original de la película El Señor de los Anillos, con la que Ralph Bakshi adaptó al cine animado la novela homónima de J. R. R. Tolkien; con música compuesta por  Leonard Rosenman, ganador de un Óscar de la Academia por la del film de Kubrick Barry Lyndon. Fue editada por Fantasy Records como un LP doble en 1978. También se publicó en ese momento una edición de coleccionista en dos discos estampados. En 2001 la música fue reeditada en CD, con pistas adicionales.

## Historia de la grabación
La intención original de Bakshi para su película era introducir música de Led Zeppelin, pues la consideraba adecuada porque coincidía con la película en su enfoque hacia un público hippie de los barrios bajos; pero el productor del film Saul Zaentz quería una banda sonora puramente orquestal, puesto que de otra manera no le habría sido posible publicarla con su sello, Fantasy Records. Tiempo después, Bakshi llegó a declarar «odio la música de Leonard Rosenman en El Señor de los Anillos. Creo que es un cliché. Canto gregoriano... ¿y qué más hay nuevo?»

## Publicación

### Edición original de 1978 en vinilo
Esta banda sonora fue editada por Fantasy Records como un LP doble en 1978. También se publicó en ese momento una edición de coleccionista en dos discos estampados con cuatro escenas: los hobbits saliendo de Hobbiton, los espectros del Anillo en Bree, Gandalf y el balrog y el viaje con los orcos.

| Disco 1, cara A: |                                                         |                                                                |          |  |
| N.º              | Título                                                  | Traducción                                                     | Duración |  |
| 1.               | «Theme from The Lord of the Rings»                      | «Tema de El Señor de los Anillos»                              | 2:53     |  |
| 2.               | «History of the Ring»                                   | «Historia del Anillo»                                          | 6:32     |  |
| 3.               | «The Journey Begins» / «Encounter with the Ringwraiths» | «El viaje comienza» / «Encuentro con los espectros del Anillo» | 4:33     |  |
| 4.               | «Riders of Rohan»                                       | «Jinetes de Rohan»                                             | 3:45     |  |
| 17:43            |                                                         |                                                                |          |  |

| Disco 1, cara B: |                                          |                                      |          |  |
| N.º              | Título                                   | Traducción                           | Duración |  |
| 1.               | «Escape to Rivendell»                    | «Huida a Rivendel»                   | 6:22     |  |
| 2.               | «Mines of Moria»                         | «Minas de Moria»                     | 6:11     |  |
| 3.               | «The Battle in the Mines» / «The Balrog» | «Batalla en las minas» / «El balrog» | 5:11     |  |
| 17:44            |                                          |                                      |          |  |

| Disco 2, cara A: |                      |                         |          |  |
| N.º              | Título               | Traducción              | Duración |  |
| 1.               | «Mithrandir»         | «Mithrandir»            | 3:20     |  |
| 2.               | «Gandalf Remembers»  | «Gandalf recuerda»      | 2:22     |  |
| 3.               | «Frodo Disappears»   | «Frodo desaparece»      | 2:38     |  |
| 4.               | «Following the Orcs» | «Siguiendo a los orcos» | 3:16     |  |
| 5.               | «Attack of the Orcs» | «Ataque de los orcos»   | 4:04     |  |
| 15:40            |                      |                         |          |  |

| Disco 2, cara B: |                                                             |                                                         |          |  |
| N.º              | Título                                                      | Traducción                                              | Duración |  |
| 1.               | «Helm's Deep»                                               | «Abismo de Helm»                                        | 7:02     |  |
| 2.               | «The Dawn Battle» / «Théoden's Victory»                     | «La batalla al amanecer» / «Victoria de Théoden»        | 4:59     |  |
| 3.               | «The Voyage to Mordor» / «Theme from The Lord of the Rings» | «El viaje a Mordor» / «Tema de El Señor de los Anillos» | 4:45     |  |
| 16:46            |                                                             |                                                         |          |  |

### Reedición de 2001
En 2001 la música fue reeditada por el mismo sello en CD, con pistas adicionales y un folleto de ocho páginas con fotogramas de la película a todo color y un ensayo de Laurie Battle, musicóloga y desde 1984 la ejecutiva de Middle-earth Enterprises encargada de la franquicia de Tolkien de la que esa empresa es licenciataria, en el que comenta la grabación pista a pista.

| Disco compacto |                                                             |                                                                |          |  |
| N.º            | Título                                                      | Traducción                                                     | Duración |  |
| 1.             | «History of the Ring»                                       | «Historia del Anillo»                                          | 6:33     |  |
| 2.             | «Gandalf Throws Ring»                                       | «Gandalf arroja el Anillo»                                     | 3:57     |  |
| 3.             | «The Journey Begins» / «Encounter with the Ringwraiths»     | «El viaje comienza» / «Encuentro con los espectros del Anillo» | 4:29     |  |
| 4.             | «Trying to Kill Hobbits»                                    | «Intentando matar hobbits»                                     | 3:04     |  |
| 5.             | «Escape to Rivendell»                                       | «Huida a Rivendel»                                             | 6:23     |  |
| 6.             | «Company of the Ring»                                       | «Compañía del Anillo»                                          | 1:40     |  |
| 7.             | «Mines of Moria»                                            | «Minas de Moria»                                               | 6:11     |  |
| 8.             | «The Battle in the Mines» / «The Balrog»                    | «Batalla en las minas» / «El balrog»                           | 5:10     |  |
| 9.             | «Mithrandir»                                                | «Mithrandir»                                                   | 3:19     |  |
| 10.            | «Frodo Disappears»                                          | «Frodo desaparece»                                             | 2:40     |  |
| 11.            | «Following the Orcs»                                        | «Siguiendo a los orcos»                                        | 3:18     |  |
| 12.            | «Fleeing Orcs»                                              | «Orcos que huyen»                                              | 2:32     |  |
| 13.            | «Attack of the Orcs»                                        | «Ataque de los orcos»                                          | 4:05     |  |
| 14.            | «Gandalf Remembers»                                         | «Gandalf recuerda»                                             | 2:20     |  |
| 15.            | «Riders of Rohan»                                           | «Jinetes de Rohan»                                             | 3:45     |  |
| 16.            | «Helm's Deep»                                               | «Abismo de Helm»                                               | 7:04     |  |
| 17.            | «The Dawn Battle» / «Théoden's Victory»                     | «La batalla al amanecer» / «Victoria de Théoden»               | 5:37     |  |
| 18.            | «The Voyage to Mordor» / «Theme from The Lord of the Rings» | «El viaje a Mordor» / «Tema de El Señor de los Anillos»        | 4:43     |  |
| 1:10:36        |                                                             |                                                                |          |  |

## Crítica y recepción
The Lord of the Rings es una banda sonora que se separa de lo convencional por su atonalidad y clara pretensión de alejarse del «neosinfonismo». Por ello es una música que fuera de las imágenes es complicada de disfrutar: aunque la atonalidad sea una opción del compositor y pueda entrar o no en las preferencias del oyente, lo cierto es estas últimas están condicionadas por su historial como oyente-espectador dentro de un entorno cultural occidental en el que lo que prima es lo tonal y sinfónico.
Con gran predominio del metal, el coro y la percusión; se estructura sobre dos temas principales, en torno al conflicto entre fuerzas benignas y malignas, el de los hobbits o de la Compañía, de factura alegre, luminosa e incluso graciosa, y el del ejército de Sauron, siniestro y opresivo, asociado a ciertas secciones de la orquesta de tonos más oscuros. Los dos temas se entrelazan a lo largo de la película: aparecen, desparecen, a veces uno predomina sobre el otro; aunque hasta la victoria final del bien en Cuernavilla es el tema asociado al mal el que predomina, lo que implica que el tono predominante en la partitura sea oscuro y caótico.
El tema principal («Theme from The Lord of the Rings»), que se alcanza como clímax final, se va construyendo a base de fragmentos desperdigados por las pistas previas. Este tema ha sido calificado de insatisfactorio y sospechosamente similar al de Star Trek IV: The Voyage Home, también de Rosenman. En cuanto a pistas singulares de la grabación, debe mencionarse «Mithrandir», que es una melodía lírica y plácida con aire de canción antigua, cantada por un coro infantil al que se añaden adultos con preeminencia de voces femeninas, con un fondo de arpas y cuerda; que se aparta bastante del tono general de la banda sonora. Puede entenderse como un contrapunto interesante o encontrarla fuera de lugar en la grabación.
En el folleto de la reedición de 2001, Laurie Battle anota que esta grabación debe mucho a la influencia que el estilo de Arnold Schönberg tuvo en Rosenman. Además señala que «el método podría ser asemejado al de Prokófiev para Pedro y el lobo, pues los temas musicales se desarrollan rápidamente, representando personajes específicos y sus interacciones. Las escenas —o localizaciones o acción— también están individualizadas por motivos específicos, el más notable los ritmos de marcha que representan a Mordor. Aunque nunca establecidos de manera independiente, estos paisajes musicales contrastan e interactúan para formar “miniviñetas” que deben tanto a la música concreta de Pierre Schaeffer como a cualquier cosa remotamente tradicional en las bandas sonoras de películas».
Sin embargo y manteniendo una opinión opuesta, en Lord of the Rings: Popular Culture in Global Context, Ernest Mathijs escribe sobre la grabación de Rosenman que «es un punto medio entre sus más sonoras pero disonantes primeras grabaciones y su más tradicional (y menos arriesgada) música instrumental [...] Como análisis final, la grabación de Rosenman tiene poco que la distinga como algo sobre la Tierra Media, apoyándose en tradiciones musicales (incluyendo la música cinematográfica) más que en un intento específico de pintar un cuadro musical de las distintas tierras y gentes de la imaginación de Tolkien».